# Las Torres (Las Palmas)
Las Torres es un barrio del municipio de Las Palmas de Gran Canaria (Gran Canaria, Islas Canarias, España). Situado en el distrito de Ciudad Alta. Es uno de los barrios que ha experimentado una mayor expansión urbanística en los últimos años, junto con el vecino barrio de Siete Palmas. Cuenta con la zona industrial de Lomo Blanco.
Toma su nombre de la Estación de Radiotelegrafía "Transradio Las Palmas" se ubicó en la zona desde los años 30 hasta finales de los años 70 del siglo XX.

## Historia
Tras  la Conquista de la isla de Gran Canaria, siglo XVI, los terrenos del actual barrio de Las Torres tuvieron varios propietarios. El uso principal de esos terrenos fue la agricultura, hasta  la segunda mitad del siglo XX, en la que la necesidad de vivienda sustituyó la agricultura por las edificaciones, en un primer momento con casas unifamiliares de autoconstrucción y a finales de los años 70 hasta la actualidad, urbanizaciones residenciales.
A finales de los años 70 del siglo XX los servicios básicos (aceras, carreteras, alumbrado, agua corriente, espacios públicos,...) eran  inexistentes. Las Asociaciones Vecinales, creadas a partir de 1977 hicieron que sus demandas fueran tenidas en cuenta para proveerla de estos servicios, que fueron realizados, en su mayoría por la misma vecindad.
El Fútbol en el barrio ha sido un referente en el municipio. 

## Edificios y equipamiento

### Comerciales
- Lidl en la Avenida Juan Carlos I
- Centro Comercial Las Ramblas

### Deportivos
- Campo de fútbol Las Torres (zona industrial Lomo Blanco)
- Las Palmeras Golf[3]

### Educativos
- CEIP Las Torres (público)  Archivado el 14 de abril de 2021 en Wayback Machine.

- INFORPRO Formación Profesional (privado) (zona industrial Lomo Blanco)

### Sanitarios
- Hospital Universitario de Gran Canaria Doctor Negrín
- Farmacias (3)

### Otros
- Centro Administrativo de la Policía Canaria (zona industrial Lomo Blanco)

- Tanatorio Mémora Servicios Funerarios Fucasa de Las Palmas  (zona industrial Lomo Blanco)  Archivado el 4 de agosto de 2021 en Wayback Machine.

- Tanatorio San Miguel (zona industrial Lomo Blanco)

## Espacios libres

### Parques
- Parque  Antonio Zaya Vega (escritor)
- Parque Juan Melián Cabrera (profesor)
- Parque Günter Kunkel (botánico)
- Parque Miguel Ángel Díaz (deportista)
- Parque Pedro Agustín del Castillo León y Ruiz de Vergara
- Parque Urbanización Las Torres
- Plaza Carolina Pérez Ramírez (enfermera)
- Plaza Chano Ramírez (músico)
- Plaza de La Ascensión

## Transporte
Las siguientes líneas de autobuses (guaguas) pasan por el barrio de Las Torres. Aunque solo las líneas 35 y 45 realizan servicio al interior del barrio antiguo. El resto circula por la Avenida Juan Carlos I o solo tienen parada en el Hospital Doctor Negrín o el exterior del mismo.
Líneas Diurnas (Guaguas Municipales)
- Línea 9: Hoya de La Plata - Hospital Doctor Negrín

- Línea 10: Teatro -  Hospital Doctor Negrín (Expres)

- Línea 11: Teatro -  Hospital Doctor Negrín  (por La Feria)

- Línea 21: Puerto - Escaleritas - La Feria - Hospital Doctor Negrín - Santa Catalina (CIRCULAR 1)

- Línea 24: Santa Catalina -  Hospital Doctor Negrín -  La Feria -  Escaleritas - Puerto (CIRCULAR 2)

- Línea 26: Santa Catalina - Campus Universitario (por Siete Palmas)

- Línea 32: Guiniguada - Auditorio (por San Antonio)

- Línea 35: La Ballena - Auditorio (por Las Torres)

- Línea 44: Santa Catalina - Isla Perdida

- Línea 45: Santa Catalina - Hoya Andrea (por Las Torres)

- Línea 47: Tamaraceite - Puerto (por la zona industrial Lomo Blanco)